# Vouxey
Vouxey település Franciaországban, Vosges megyében. Lakosainak száma 169 fő (2022. január 1.). Vouxey Balléville, Barville, Châtenois, Dolaincourt, Houéville, Removille, Rouvres-la-Chétive és Neufchâteau községekkel határos.

## Népesség
A település népessége az elmúlt években az alábbi módon változott:
| Lakosok száma | 158  | 148  | 138  | 146  | 153  | 160  | 166  | 169  |
|               | 2013 | 2015 | 2017 | 2018 | 2019 | 2020 | 2021 | 2022 |